# Конференція ООН з питань клімату 2009
55°38′16″ пн. ш. 12°34′43″ сх. д. / 55.63778° пн. ш. 12.57849° сх. д.
Конференція ООН з питань клімату 2009 року проводилась у місті Копенгаген в Данії. Саміт готувався впродовж двох років.
Учасниками конференції були делегати зі 193 країн світу. Конференція розпочалась з дипломатичного тупика, текст рішення щодо обмеження викидів створювався у вузькому колі держав, після чого Венесуела, Болівія, Судан, Куба та Тувалу відмовились підписати текст заключної заяви, яка не включала конкретні вимоги щодо зменшення викидів {\displaystyle {\ce {CO2}}}.
Конференція завершилась без підписання договору, який мав би юридичну силу та не змогла замінити Кіотський протокол на новішу концепцію з питань клімату. В той же час копенгагенська заява містить обіцянки про фінансову допомогу країнам, які розвиваються для боротьбі з підвищенням температури на планеті.
Прийнята під час конференції політична декларація не містила довгострокових цілей до 2050 року щодо зменшення викидів парникових газів.

## Участь України
У перший період переговорів від України було представлено тільки два делегата, які не були делеговані державними організаціями.